# هوارد ماكنيل
هوارد ماكنيل (بالإنجليزية: Howard McNeil)‏ هو ضابط أمريكي، ولد في 24 أكتوبر 1920، وتوفي في 27 نوفمبر 2010.